# 克利緬齊區

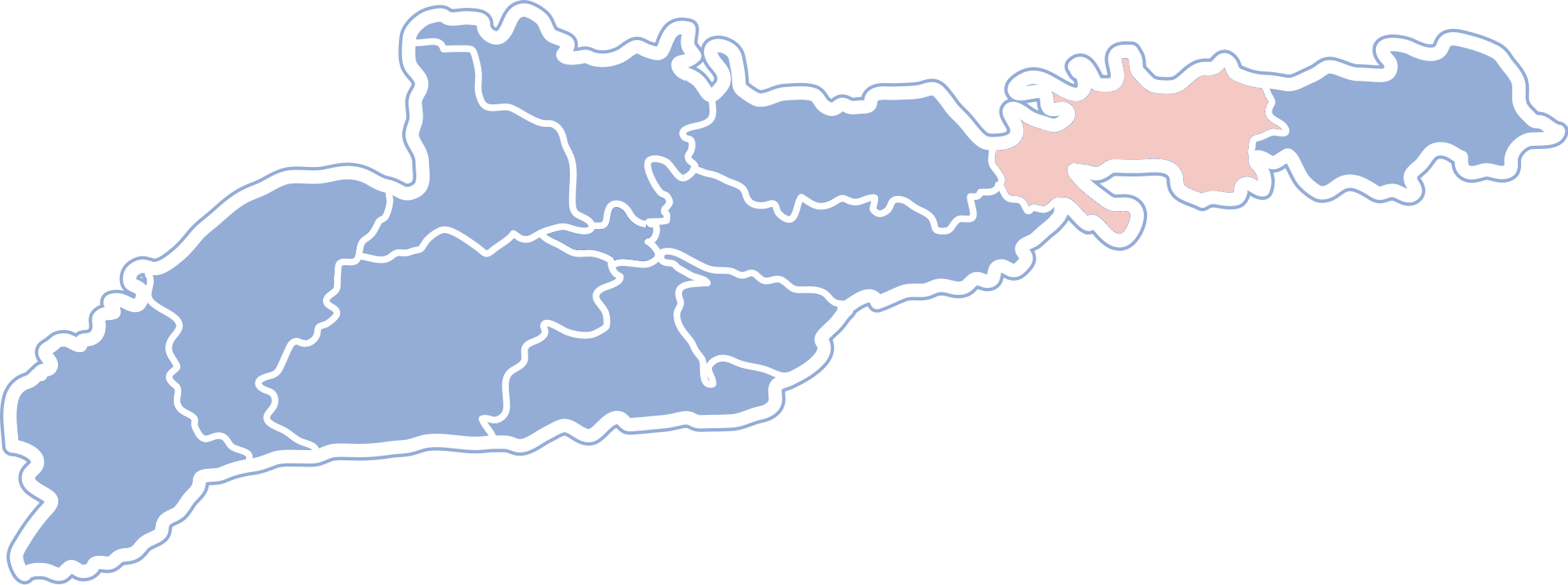
克利緬齊區在切爾諾夫策州的位置

克利緬齊區（烏克蘭語：Кельменецький район）是位於烏克蘭西部切爾諾夫策州的舊區，行政中心为克利緬齊，於2020年7月18日的乌克兰行政区划改革中被撤銷，並合并至新成立的德涅斯特区。該區面積670平方公里，2015年人口41,536，人口密度每平方公里61.99人。